# Petrobras 36
Petrobras 36 (Abkürzung P-36) war eine vom halbstaatlichen Mineralölunternehmen Petrobras betriebene brasilianische Bohrplattform. Sie sank 2001 vor Brasilien.

## Geschichte
Koordinaten: 22° 3′ 42″ S, 39° 33′ 15″ W
Die Plattform wurde 1995 auf einer Werft von Fincantieri in Genua als Bohrturm für Petrobras gebaut und von 1997 bis 1999 in England, Kanada und Brasilien zur Ölbohrplattform umgerüstet. Im Sommer 2000 erfolgte die Installierung im Roncador-Ölfeld etwa 125 Kilometer vor der Küste Brasiliens. Die Baukosten beliefen sich auf 350 Millionen US-Dollar. Zum Zeitpunkt ihrer Errichtung war P-36 die größte freischwebende Plattform der Welt. Sie förderte pro Tag 84.000 Barrel Erdöl und 1,3 Millionen Kubikmeter Erdgas. Die 36.000 Tonnen schwere Konstruktion war 113 Meter lang, 96 Meter breit und bei 40 Etagen über Wasser 120 Meter hoch.
Geplant war, die Ölfördermenge sukzessiv zu erhöhen: Auf 90.000 Barrel pro Tag im Dezember 2001 und auf 180.000 Barrel pro Tag ab 2004.

### Untergang
In den frühen Morgenstunden des 15. März 2001, einem Donnerstag, kam es aus ungeklärten Gründen zu zwei Explosionen an den hinteren Steuerbordpfeilern. Unmittelbar darauf krängte P-36 um zunächst 16 und später 25 Grad, so dass große Bereiche der Plattform unter Wasser gerieten und dieses eindringen konnte. Von den zu jenem Zeitpunkt 175 Besatzungsmitgliedern starben elf. An Bord befanden sich 1500 Tonnen Rohöl, und auf Grund der Befürchtung einer Ölpest koordinierten die Behörden einen großen Notfalleinsatz. Wegen ihrer Größe gelang es jedoch nicht, die Plattform von Schiffen aufrichten zu lassen. Am Wochenende leitete ein Technikerteam 4100 Tonnen Stickstoff (200 Liter pro Stunde) und Druckluft in die gefluteten Tanks, um 15 Prozent der eingedrungenen 7000 Tonnen Wasser zu verdrängen und einen neuen Auftrieb zu erzeugen. Dies gelang jedoch nicht, da die Aktion auf Grund schlechten Wetters abgebrochen werden musste. Ein Spezialistenteam aus den Niederlanden reiste an, um Öl aus den Tanks zu pumpen, kam allerdings zu spät.
Petrobras 36 sank am Morgen des 20. März in eine Tiefe von fast 1400 Metern. Der sich bildende große Ölteppich trieb auf das offene Meer hinaus.